# موريس ريتشارد
كان جوزيف هنري موريس «الصاروخ» ريتشارد (Joseph Henri Maurice "The Rocket" Richard)، (/r[invalid input: 'ɨ']ˈʃɑːrd/; 
نطق فرنسي: [ʁiʃaʁ]
; وُلِدَ في الرابع من أغسطس 1921 وتوفي في السابع والعشرين من مايو 2000) لاعب هوكي الجليد محترف كندي لَعِبَ في فريق مونتريال كانيدييانز في دوري الهوكي الوطني منذ 1942 وحتى 1960. وكان «الصاروخ» هو أكثر لاعب يحرز أهدافًا في هذه الفترة، وهو الأول في تحقيق 50 هدفًا في 50 مباراة. عاش معظم حياته في أهونستيك، مونتريال.
كان موريس ريتشارد أول لاعب يحرز 50 هدفًا في موسم واحد (1944–45 موسم دوري الهوكي الوطني) وقام بذلك في خمسين مباراة، كما كان أول لاعب يحرز 500 هدف في حياته المهنية. أنهى حياته المهنية بإحراز 544 هدفًا في الموسم العادي، منها 82 في مباريات فاصلة وتضم تلك المباريات سجلاً للفائزين بست نقاط إضافية (تفوق عليهم جو ساكيك (Joe Sakic) الذي سجل ثمان نقاط إضافية)، وتصدر ريتشارد هدافي الدوري خمس مرات. كما مرر 421 تمريرة مصيرية باجمالي 965 نقطة في 978 مباراة. واعتزل بعد أن تصدر قائمة الهدافين في تاريخ دوري الهوكي الوطني.
وفاز ريتشارد بكأس ستانلي ثمان مرات في مونتريال، وكان كابتن الفريق وقت احرازه أربعة بطولات من اصل خمس بطولات متتالية فاز بها الفريق في الفترة من عام 1955-56 وحتى 1959-60، وفاز بكأس هارت في 1947، وتم انتخاب ريتشارد ثماني مرات ليكون أول نجم للفريق وست مرات ليكون ثاني نجوم الفريق. وقد لَعِبَ ريتشارد في كل مباريات التصفيات في دوري الهوكي الوطني (دوري النجوم) خلال الفترة من عام 1947 وحتى 1959. وتعاون ريتشارد مع كل من إلمر ماك (Elmer Lach) الذي كان يلعب في مركز (الوسط) وهيكتور «توي» بليك (Hector Blake) الذي لعب في مركز (الجناح الأيسر) وشكلو سوياً «القوة الضاربة» للفريق.
ودخل ريتشارد في ردهة شهرة الهوكي في عام 1961، ثم انتهت فترة الانتظار المعتادة التي تصل إلى ثلاث سنوات إلى تشريفه.

## الحواشي
1. 1 2  NHL.com، دوري الهوكي الوطني، QID:Q62130773
2. ↑   https://www.hhof.com/honouredmembers/playersByYear.html?type=Player. {{استشهاد ويب}}: |url= بحاجة لعنوان (مساعدة) والوسيط |title= غير موجود أو فارغ (من ويكي بيانات) (مساعدة)
3. ↑   https://www.hockey-reference.com/awards/hart.html. اطلع عليه بتاريخ 2018-01-08. {{استشهاد ويب}}: |url= بحاجة لعنوان (مساعدة) والوسيط |title= غير موجود أو فارغ (من ويكي بيانات) (مساعدة)
4. ↑  "Legends of Hockey - Rocket Richard". Hockey Hall of Fame. مؤرشف من الأصل في 2016-03-03.

## وصلات خارجية
- موريس ريتشارد على موقع الموسوعة البريطانية (الإنجليزية)
- موريس ريتشارد على موقع إن إن دي بي (الإنجليزية)
- موريس ريتشارد على موقع دوري الهوكي الوطني (الإنجليزية)
- موريس ريتشارد على موقع EliteProspects.com (الإنجليزية)
- موريس ريتشارد على موقع HockeyDB.com (الإنجليزية)
- موريس ريتشارد على موقع Hockey-Reference.com (الإنجليزية)
- موريس ريتشارد على موقع قاعة كندا للمشاهير الرياضية (الإنجليزية)
- موريس ريتشارد على موقع قاعة كيبيك للمشاهير الرياضية (الفرنسية)

- The Canadian Museum of Civilization - "Rocket" Richard: The Legend – The Legacy
- Biography at the Dictionary of Canadian Biography Online
- Radio-Canada Archives - Maurice Richard: Le Rocket, héros d'un peuple (French)
- CBC Digital Archives - The Legendary #9: Maurice 'Rocket' Richard (English)
- History by the Minute: Historica Minutes (Heritage Minutes): Maurice "Rocket" Richard
- The first color captation of Maurice Richard in 1952 with comments from Ron Fournier (In french)
- Order of Canada Citation: Maurice Richard
- Last game at the Montreal Forum - Maurice Richard Ovation, March 11, 1996 على يوتيوب
- Mini Biography of Maurice Richard